# Роєнко Петро Романович
Роєнко Петро Романович (27 червня 1926, Уманьщина) — український письменник, літературознавець, журналіст. Член Об'єднання українських письменників «Слово», Клубу канадсько-етнічних журналістів і письменників.

## З біографії
Народодився 27 червня 1926 р. на Уманщині в заможній родині. Втратив рідних у роки Голодомору. У роки Другої Світової війни був вивезений до Німеччини на роботу. Після війни закінчив середню школу і здобув вищу освіту. У 1955 р. емігрував до Канади і продовжив навчання. Редагував «Лемківські вісті» (1974—1979), журнал «Любисток» (1975—1980), з 1983 р. — журнал «Українське відродження».

## Творчість
- Знавіснілі дні / Петро Роєнко. — Торонто: накладом автора. Printed by Kiev Printers Ltd., 1973. — 80 с.
- Велика людина та інші твори / Петро Роєнко ; передмова М. О-к. — Торонто: Видавництво «Любисток». Kiev Printers Ltd., 1973. — 144 с.
- Гомін волі: Оповідання. — Торонто: Любисток, 1975. − 128 с.
- Роєнко П. Соломія Сидорівна // Слово: Збірник 7. — Едмонтон, 1978. — С. 149—154.
- Михайло Орест — адепт духовности нової: літературознавчий симпозіон / за ред. П. Роєнка. — Торонто: Орден, 1967. — 124 с.